# Rory Gonsalves
Rory Gonsalves (geb. 27. April 1979) ist ein ehemaliger antiguanischer Radrennfahrer.
Er trat bei den Olympischen Sommerspielen 1996 in Atlanta im Mountainbikerennen an, beendete dieses aber nicht. Außerdem trat er bei den Commonwealth Games 2002 in Manchester im Straßenrennen an.